# Дэвис, Джереми (актёр)
Дже́реми Дэ́вис (англ. Jeremy Davies), при рождении Дже́реми Дэ́вис Бо́ринг (англ. Jeremy Davies Boring; род. 8 октября 1969, Траверс-Сити, Мичиган, США) — американский актёр кино и телевидения, известный ролью физика Дэниела Фарадея в приключенческом телесериале «Остаться в живых», а также по ролям в ряде популярных фильмов, таких, как «Спасти рядового Райана» (1998), «Отель „Миллион долларов“» (2000), «Солярис» (2002).

## Биография
Джереми Дэвис Боринг родился 8 октября 1969 года в городе Траверс-Сити в Мичигане в семье известного детского писателя Мэла Боринга. Его родители развелись, когда Джереми был ребёнком, а мать умерла от волчанки, когда ему исполнилось восемь лет. Вместе с отцом и мачехой Кэрол он переехал из Канзаса, где жил с матерью, в калифорнийскую Санта-Барбару, а затем в Вермонт и Айову. После окончания школы Джереми вновь вернулся в Калифорнию и поступил в Академию актёрского мастерства в Пасадене, где проучился два года.
Первой ролью Джереми Дэвиса стал эпизод в телесериале «Сингер и сыновья» (англ. Singer & Sons) в 1990 году. В 1991—1992 годах он появлялся в небольших ролях в телефильмах и телесериалах, среди которых молодёжные телесериалы «Чудесные годы» и «Мелроуз-Плейс», а 1994 году получил первую серьёзную роль в кино в чёрной комедии «Раскрепощение» Дэвида Рассела, получившей положительные отзывы критиков, в том числе номинацию на премию независимых кинофильмов за лучший дебют.
После роли второго плана в фильме Стивена Спилберга «Спасти рядового Райана» Джереми Дэвис часто сотрудничает с известными режиссёрами. Среди его работ фильмы Вима Вендерса («Отель „Миллион долларов“»), Ларса фон Триера («Догвилль», «Мандерлей») и Вернера Херцога («Спасительный рассвет»).
Джереми — второй из четырёх детей Мэла Боринга. У него есть старший брат Джош, который работает пилотом, сводный брат Закари и сестра Кейти. Встречался с Дрю Бэрримор и Миллой Йовович.

## Фильмография
| Год       |    | Русское название           | Оригинальное название      | Роль                           |
| --------- | -- | -------------------------- | -------------------------- | ------------------------------ |
| 1992      | ф  | Без ума от оружия          | Guncrazy                   | Билл                           |
| 1994      | ф  | Раскрепощение              | Spanking the Monkey        | Рей Айбелли                    |
| 1994      | ф  | Нелл                       | Nell                       | разносчик Билли Фишер          |
| 1996      | ф  | Смерч                      | Twister                    | Лоренс                         |
| 1997      | ф  | Саранча                    | The Locusts                | Джозеф Поттс                   |
| 1997      | ф  | Попутчики                  | Going All the Way          | Уиллард (Сонни) Бёрнс          |
| 1998      | ф  | Спасти рядового Райана     | Saving Private Ryan        | капрал Тимоти Апхэм            |
| 1999      | ф  | Людоед                     | Ravenous                   | рядовой Тоффлер                |
| 1999      | ф  | Флорентин                  | The Florentine             | Труби                          |
| 2000      | ф  | На вилле                   | Up at the Villa            | Карл Рихтер                    |
| 2000      | ф  | Отель «Миллион долларов»   | The Million Dollar Hotel   | Том Том                        |
| 2001      | ф  | Агент «Стрекоза»           | CQ                         | Пол                            |
| 2001      | ф  | Исследуя секс              | Investigating Sex          | Оскар                          |
| 2002      | ф  | Проект Ларами              | The Laramie Project        | Джедадия Шультц                |
| 2002      | ф  | Секретарша                 | Secretary                  | Питер                          |
| 2002      | ф  | В поисках рая              | Searching for Paradise     | Адам                           |
| 2002      | ф  | 29 пальм                   | 29 Palms                   | рыбак                          |
| 2002      | ф  | Солярис                    | Solaris                    | Сноу                           |
| 2002      | ф  | Техносекс                  | Teknolust                  | Сэнди                          |
| 2003      | ф  | Догвилль                   | Dogville                   | Билл Хенсон                    |
| 2004      | ф  | Helter Skelter             | Helter Skelter             | Чарльз Мэнсон                  |
| 2005      | ф  | Мандерлей                  | Manderlay                  | Нильс                          |
| 2006      | ф  | Спасительный рассвет       | Rescue Dawn                | Джин                           |
| 2008—2010 | с  | Остаться в живых           | Lost                       | Дэниел Фарадей                 |
| 2010—2013 | с  | Правосудие                 | Justified                  | Дикки Беннетт                  |
| 2010      | ф  | Это очень забавная история | It's Kind of a Funny Story | Смитти                         |
| 2014      | с  | Ганнибал                   | Hannibal                   | Питер Бернардоне               |
| 2014      | с  | Константин                 | Constantine                | Ричи Симпсон / Ritchie Simpson |
| 2017      | с  | Твин Пикс                  | Twin Peaks                 | Джимми                         |
| 2017      | с  | Американские боги          | American Gods              | Иисус Христос                  |
| 2018      | ф  | Дом, который построил Джек | The House that Jack Built  | Эл                             |
| 2018      | ки | God of War                 | God of War                 | Бальдур                        |
| 2021      | ф  | Чёрный телефон             | The Black Phone            | Терренс (отец Финни и Гвен)    |
| 2022      | ф  | Тёмная жатва               | Dark Harvest               | Дэн Шепард                     |
| 2022      | ки | God of War: Ragnarök       | God of War: Ragnarök       | Бальдур                        |
| 2022      | ф  | Адская машина              | The Infernal Machine       | Элай Баретт                    |

## Награды и номинации
Награды
- 1999 — Kansas City Film Critics Circle Awards — Лучший актёр второго плана — Спасти рядового Райана
- 1999 — Online Film Critics Society Awards — Лучший актёрский ансамбль — Спасти рядового Райана
- 2012 — премия «Эмми» в категории «Лучший приглашённый актёр в драматическом телесериале»

Номинации
- 1995 — Independent Spirit Awards — Лучший дебют — Раскрепощение
- 1999 — Премия американской гильдии киноактёров — Лучший актёрский ансамбль — Спасти рядового Райана
- 1999 — Blockbuster Entertainment Awards — Лучший актёр второго плана (драма) — Спасти рядового Райана
- 2003 — Golden Satellite Award — Лучший актёр второго плана в телесериале, мини-сериале или телефильме — Проект Лярами
- 2003 — Golden Satellite Award — Лучший актёр второго плана (драма) — Солярис